# Rue de la Granière
La rue de la Granière est une voie marseillaise située dans le 11e arrondissement de Marseille. 

## Situation et accès
Située au pied du massif de Saint-Cyr, la rue est essentiellement composée de résidences et de grands ensembles dont celui des Néréïdes. Elle va du boulevard de la Valbarelle à la résidence Le Bosquet, où elle se termine en impasse. 
Elle est desservie par la ligne de bus  de la RTM sur toute sa longueur et y fait terminus à l’arrêt Le Bosquet.

## Origine du nom
La rue doit son nom à la résidence principale qu’elle traverse, en l’occurrence celle de la Granière.

## Bâtiments remarquables et lieux de mémoire
La piscine municipale de la Granière ainsi que le jardin Néréïdes-Bosquet se trouvent sur cette rue.